# Holy Trinity Seminary
Le séminaire de la Sainte-Trinité (Holy Trinity Seminary) est un séminaire catholique situé aux États-Unis à Irving au Texas, dans le diocèse de Dallas. Il se trouve dans le campus de l'université de Dallas et a été fondé en 1964. Il est dirigé par un recteur, le P. James Swift, C.M.
Les séminaristes du Holy Trinity Seminary suivent leurs cours à l'université de Dallas qui est une université privée catholique, en lien étroit avec le diocèse de Dallas. Le Holy Trinity Seminary est le lieu de résidence des étudiants qui se préparent à la prêtrise ; ils reçoivent aussi une formation spirituelle et humaine dans ce séminaire qui est reconnu par le diocèse et le Saint-Siège.

## Cursus
Le séminariste en résidence au Holy Trinity Seminary reçoit ses diplômes de l'université de Dallas avec des grades en philosophie et en lettres (Bachelor of Arts), dont le contenu des cours est spécialement conçu pour les futurs prêtres désireux d'assurer leur formation dans l'administration d'une paroisse et de répondre aux besoins spirituels de leurs paroissiens. L'étude de saint Thomas d'Aquin est mise à l'honneur. Le Holy Trinity Seminary ne délivre pas de diplôme. En 2019, cinquante-neuf étudiants suivent leur formation intellectuelle, humaine, spirituelle et communautaire selon un parcours de quatre ans, plus deux années de pré-théologie.
En plus de leur cursus académique à l'université de Dallas, les séminaristes sont affectés à des tâches de service pour assurer le bon fonctionnement du séminaire et à une activité socio-caritative hebdomadaire. Ils grandissent dans la vie de prière grâce à la messe quotidienne, à des temps de prières communautaires et individuelles, à l'adoration eucharistique et à la musique, et sont aidés d'un directeur spirituel. Leur formation pastorale est dirigée par une femme laïque titulaire d'un Master of Arts en théologie, les étudiants sont tenus d'accompagner des enfants du catéchisme et des confirmands en paroisse et divers mouvements de jeunesse. Le sport est aussi un moyen d'assurer une ambiance fraternelle et de progresser dans une vie équilibrée.

## Recteurs
- Michael Duca (1996-2008)
- Michael Olson (2008-2013)
- James Swift C.M.